# Prikraj
Prikraj je vesnice v Chorvatsku v Záhřebské župě. Je součástí opčiny Brckovljani, od jejíhož stejnojmenného střediska se nachází 2 km jihovýchodně. Nachází se asi 7 km severovýchodně od města Dugo Selo a asi 27 km severovýchodně od centra Záhřebu. V roce 2011 zde žilo 603 obyvatel, přičemž počet obyvatel od roku 1981 prudce stoupl.
Prikrajem železniční trať Záhřeb – Slavonski Brod – Vinkovci, na níž se v katastrálním území nachází zastávka, ta ale nese název nedaleké vesnice Božjakovina. Prikrajem prochází lokální silnice, která jej z jedné strany spojuje s župní silnicí Ž3034 a z druhé strany je slepá a končí ve vesnici Kusanovec. Jihovýchodně od Prikraje protéká potok Zelina.

## Vývoj počtu obyvatel
| Počet obyvatel | Počet obyvatel | Počet obyvatel | Počet obyvatel | Počet obyvatel | Počet obyvatel | Počet obyvatel | Počet obyvatel | Počet obyvatel | Počet obyvatel | Počet obyvatel | Počet obyvatel | Počet obyvatel | Počet obyvatel | Počet obyvatel | Počet obyvatel |
| -------------- | -------------- | -------------- | -------------- | -------------- | -------------- | -------------- | -------------- | -------------- | -------------- | -------------- | -------------- | -------------- | -------------- | -------------- | -------------- |
| 1857           | 1869           | 1880           | 1890           | 1900           | 1910           | 1921           | 1931           | 1948           | 1953           | 1961           | 1971           | 1981           | 1991           | 2001           | 2011           |
| 172            | 182            | 183            | 240            | 256            | 258            | 278            | 262            | 237            | 245            | 257            | 283            | 280            | 321            | 590            | 603            |

## Sousední vesnice
| Růžice kompasu | Brckovljani | Gračec       |           | Růžice kompasu |
| Růžice kompasu |             | Sever        | Lonjica   | Růžice kompasu |
| Růžice kompasu | Prikraj     |              | Lonjica   | Růžice kompasu |
| Růžice kompasu | Jih         |              | Lonjica   | Růžice kompasu |
| Růžice kompasu | Božjakovina | Gornja Greda | Kusanovec | Růžice kompasu |